# Günther Simon
Günther Simon (Berlino, 11 maggio 1925 – Berlino Est, 25 giugno 1972) è stato un attore tedesco, che fu attivo in campo teatrale a partire dalla fine degli anni quaranta e in campo cinematografico a partire dall'inizio degli anni cinquanta.
Nel corso della sua breve vita e ventennale carriera, apparve in circa una sessantina tra film e produzioni televisive, lavorando soprattutto per la casa di produzione della DDR DEFA.

## Biografia
Günther Simon nasce nel quartiere berlinese di Pankow l'11 maggio 1925.
Da adolescente, contemporaneamente agli studi del ginnasio, frequenta anche una scuola di recitazione.A 18 anni, parte come volontario per il fronte e nel giugno del 1944 viene catturato dalle truppe statunitensi nel corso delle operazioni dello sbarco in Normandia e trasferito in un carcere del Colorado
Durante la prigionia negli Stati Uniti, prende lezioni di teatro. Tornato in Germania a due anni di distanza dal termine della guerra, prende lezioni di recitazione da Karl Meixner, dopodiché ottiene il suo primo ingaggio nel Teatro statale di Köthen, dove debutta in un'opera di Anton Čechov.
In seguito, tra il 1948 e il 1950, viene ingaggiato nella compagnia del teatro di Schwerin, dove conosce la sua futura moglie, e tra il 1950 e il 1951 dalla compagnia del teatro di Dresda.
Nel 1951 fa il proprio debutto sul grande schermo nel film di propaganda della DDR diretto da Martin Hellberg Das verurteilte Dorf, dove è protagonisti al fianco di Helga Göring nel ruolo di Heinz Weimann.  L'anno seguente è protagonista del film drammatico diretto da Richard Nicolas Anna Susanna, dove interpreta il ruolo di Orje e del film commedia diretto da Eduard Kubat Jacke wie Hose, dove recita al fianco di Irene Korb e Charlotte Küter, interpretando il ruolo di Ernst.
Nel 1954 e nel 1955 è protagonista nel ruolo di Ernst Thällmann dei film diretti da Kurt Maetzig Ernst Thälmann - Sohn seiner Klasse, e Ernst Thälmann - Führer seiner Klasse.  Il ruolo nel primo di questi due film gli vale il premio come miglior attore al Festival internazionale del cinema di Karlovy Vary. 
Tra il 1965 e il 1966 è tra gli interpreti del film diretto da Egon Günther Wenn du groß bist, lieber Adam: il  film, colpito dalla censura e distrutto, verrà restaurato e proiettato nelle sale nel 1990. Nel 1969 è poi protagonista, nel ruolo di Fred Krause, dei cinque episodi della serie televisiva, trasmessa dal programma 1 della televisione della DDR, Krupp und Krause.
Muore a Berlino Est il 25 giugno 1972 dopo una breve malattia all'età di 47 anni.

## Filmografia parziale

### Cinema
- Das verurteilte Dorf, regia di Martin Hellberg (1952)
- Anna Susanna, regia di Richard Nicolas (1953)
- Jacke wie Hose, regia di Eduard Kubat (1953)
- Ernst Thälmann - Sohn seiner Klasse, regia di Kurt Maetzig (1954)
- Ernst Thälmann - Führer seiner Klasse, regia di Kurt Maetzig (1955)
- Soyux-111 - Terrore su Venere (Der Schweigende Stern), regia di Kurt Maetzig (1955))
- Das Lied vom Trompeter, regia di Konrad Petzold (1960)
- Mord ohne Sühne, regia di Carl Balhaus (1962)
- Alfons Zitterbacke, regia di Konrad Petzold (1965)
- Heroin, regia di Horst E. Brandt e Heinz Thiel (1968)
- Verdacht auf einen Toten, regia di Rainer Bär ((1969)
- Weil ich dich liebe, regia di Helmut Brandis e Hans Kratzert (1970)
- Reife Kirschen, regia di Horst Seemann (1973)

### Televisione
- Ballade vom roten Mohn, regia di Kurt Jung-Alsen - film TV (1965)
- Krupp und Krause - serie TV, 5 episodi (1969)
- Zwei Briefe an Pospischiel, regia di Ralf Kirsten - film TV (1970)
- Jeder stirbt für sich allein - miniserie TV (1970)
- Der Regimentskommandeur, regia di Lothar Bellag - film TV (1972)

## Premi
- 1954: Premio Heinrich Greif
- Festival internazionale del cinema di Karlovy Vary
  - 1956: premio come miglior attore per Ernst Thälmann - Sohn seiner Klasse

## Onorificenze
- 1954: Premio nazionale della Repubblica Democratica Tedesca